# Hanns Rupp
Hanns Rupp (* 7. Juli 1898 in Kitzingen; † 1. August 1971 in Mainstockheim) war ein deutscher Lehrer und Mundartdichter.

## Werdegang
Rupp verbrachte seine Jugend in Mainstockheim. Nach Ausbildung an der Lehrerbildungsanstalt in Altdorf bei Nürnberg führte ihn der Schuldienst nach Kitzingen, Rödelsee, Albertshofen, Steinsheim bei Memmingen. 1937 kam er nach Göggingen. Bis zum Eintritt in den Ruhestand 1965 unterrichtete er an der St.-Anna-Volksschule in Augsburg. Seinen Lebensabend verbrachte er wieder in Mainstockheim. 
Neben seinem Beruf wirkte er als Mundartdichter. Sein Werk umfasst etwa 40 gedruckte Werke (Gedichte, Essays, Balladen und Erzählungen). 1949 war er Mitbegründer des Schwäbischen Heimatkreises.

## Ehrungen
- 1968: Verdienstkreuz am Bande der Bundesrepublik Deutschland
- 1973: Benennung des Hanns-Rupp-Weges in Augsburg-Göggingen
- Benennung der Hanns-Rupp-Straße in Albertshofen